# Mágikus szám
A magfizikában mágikus számoknak nevezik a nukleonok azon számait (mely protonra és neutronra külön vonatkozik), melyekkel azok zárt héjakat képeznek az atommagban. Jelentőségüket az adja, hogy a mágikus számú nukleont tartalmazó nuklidok (atommagok) a tapasztalat szerint stabilabbak, azaz egy nukleonra eső kötési energiájuk magasabb.
A legtöbb fizikus által elfogadott számok közül a hét legkisebb: 2, 8, 20, 28, 50, 82 és 126. Ha a protonszámot tekintjük, ezek a mágikus számok a hélium, az oxigén, a kalcium, a nikkel, az ón az ólom és a 126-os rendszámú feltételezett elem, az unbihexium atommagjainak felel meg. A mágikus számú nukleont tartalmazó magok esetén jóval nagyobb a nukleonokat összetartó energia, mint ami a folyadékcsepp-modell félempirikus Weizsäcker-formulájából következne. Az ilyen magok stabilitását jelzi az, hogy kevésbé hajlamosak bomlásra, felezési idejük igen hosszú.

## Etimológiája
Maria Goeppert-Mayer amerikai elméleti fizikus egy tanítványa, Steven A. Moszkowski állította, hogy a magfizikai értelemben vett mágikus szám kifejezés eredetileg Wigner Jenőtől származik. Ő úgy emlékezett, hogy maga Wigner is sok magfizikai jelenség esetén érvényesnek tartotta az akkor népszerű folyadékcsepp-modellt, Goeppert-Mayer munkájára alapozva mégis lehetségesnek találta a mágikus számokat megindokló zárt magfizikai héjak létét.

## Fizikai értelmezése

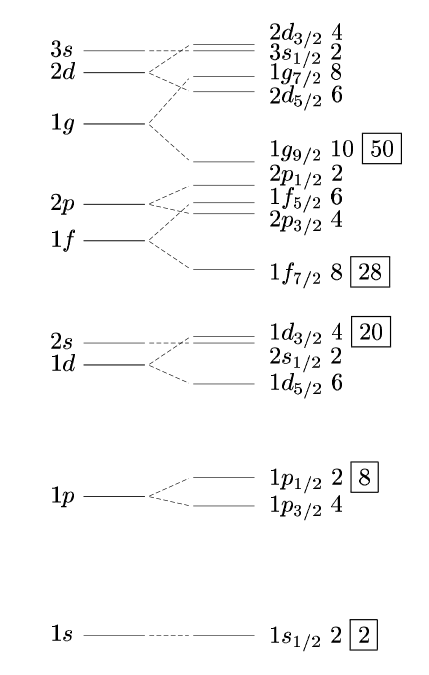
Maghéjak energiaszintjei a spin-pálya kölcsönhatás figyelembevétele nélkül (balra), illetve ennek figyelembe vételével (jobbra). A magasabb energiaszint-lépcsőknél vannak jelölve a nekik megfelelő mágikus számok (keretben)

A mágikus számok meghatározása jellemzően tapasztalati megfontolásokkal történik: az atommagot felépítő nukleonok a lehetséges állapotokat a legkisebb energiájútól kezdve töltik fel, és azon nukleonnál feltételezik egy héj betöltődését, amelynél a tapasztalatok szerint további nukleon hozzáadása a mag energiájának nagy növekedését okozza. Mágikus számú nukleonok jellemző tapasztalati tulajdonsága, hogy viszonylag stabilak.
A maghéjak elmélete hasonlóan alakult ki a nukleonszámtól függő magenergia ingadozásaira alapozva, ahogy az atomok körül keringő elektronok esetén az elektronhéjak koncepciója az ionizációs energiában észrevehető különbségekből következik. Az analógiának megfelelően a mágikus atommagok hasonlóak a héjmodellben, mint a nemezgáz-elektronszerkezet az atomfizikában: a zárt héj után következő részecske hozzáadása a rendszerhez nagy energianövekedést okoz.
A héjmodell kialakításakor ennek megfelelően a mágikus számok jelölik ki a maghéjak betöltődését. 
A Debreceni Egyetem fizikusa, Garai József 2007-ben tett közzé egy cikket a mágikus számok matematikai becsléséről.

## Stabilitási szigetek

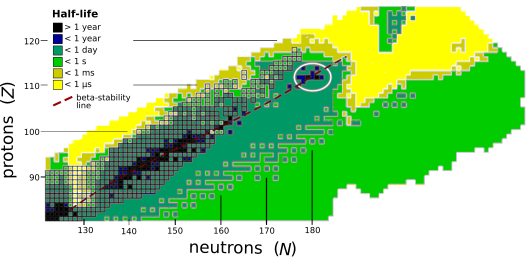
Egy jósolt stabilitási sziget az izotóptáblázatban (fehérrel karikázva)

A már megfigyelt lezárt héjúnak tekintett atomokhoz tartozó 2, 8, 20, 28, 50, és 82 számok sorozata elvben folytatható. Egyes elméletek szerint magasabb rendszámú, ma még meg nem figyelt, és mágikus számú nukleont tartalmazó atommagok között elképzelhetők stabilak, azaz lehetséges, hogy a ma ismert legmagasabb rendszámú stabil elem, az urán után további stabil, vagy viszonylag hosszú felezési idejű elem létezhet. Korábban ezen magokat is gömbszerűnek képzelték, és az ennek megfelelő extrapoláció a 184, 258, 350, és 462 számokat jósolta. Azonban más eredmények arra utalnak, hogy ha léteznek ilyen stabilitási szigetek, ahol ma nem ismert, viszonylag stabil nuklidok találhatók, ezekben esetleg deformált alakú, nem gömbszerű nuklidok találhatók, mely a mágikus számokra való előrejelzéseket módosíthatja. A fentieken kívül több szám is szóba került, mint lehetséges mágikus szám, többek között protonok esetén a 114, a 122, a 124, és a 164, illetve neutronok esetén a 184, a 196, a 236, és a 318.

## Kétszeresen mágikus magok
Az olyan nuklidot, melyben a protonszám és a neutronszám is mágikus, kétszeresen mágikus nuklidnak nevezik. Az ilyen atommagok még az egyszeresen mágikus magoknál is stabilabbak. Például kétszeresen mágikus a 4He, az 16O, a 40Ca, a 48Ca, a 48Ni, a 78Ni és a 208Pb.
A kétszeresen mágikus nukleonszám hatására olyan elem is lehet hosszú felezési idejű, ami amúgy a folyadékcsepp-modell alapján instabilnak bizonyulna. Ilyen például a stabil 40Ca izotóp. Hasonló figyelhető meg a 48Ca esetén, mely annak ellenére, hogy viszonylag könnyű atom, 20 protonjához képest igen sok, 28 neutront tartalmaz, és mégis stabil.
A mágikus jelleg hatása az elemek természetes előfordulási arányában is megfigyelhető: a kétszeresen mágikus 4He az egyik leggyakoribb stabil elem az univerzumban, a 208Pb pedig a legnehezebb, természetben előforduló stabil nuklid.

## Fordítás
Ez a szócikk részben vagy egészben  a   Magic number (physics) című angol Wikipédia-szócikk ezen változatának fordításán alapul.  Az eredeti cikk szerkesztőit annak laptörténete sorolja fel. Ez a jelzés csupán a megfogalmazás eredetét és a szerzői jogokat jelzi, nem szolgál a cikkben szereplő információk forrásmegjelöléseként.

### Szakkönyvek
- Muhin, Konstantin. Magfizika-mindenkinek. Műszaki Könyvkiadó (1975). ISBN 963-10-0908-4
- Fábián Margit, Osán János, Dr. Zagyvai Péter. Magmodellek, Magfizika (2012). Hozzáférés ideje: 2018. január 24.

### Ismeretterjesztő cikkek, weblapok, tananyagok
- Elekes Zoltán. „Mágikus számok, nemes atommagok”. Fizikai Szemle 2008 (3), 98–103. o. [2018. április 13-i dátummal az eredetiből archiválva]. (Hozzáférés: 2018. január 24.)
- Magfizikai alapismeretek. Pannon Egyetem. (Hozzáférés: 2018. január 24.)[halott link]
- Magfizika - egyetemi jegyzet fizika tanár szakos hallgatóknak. ELTE, 2003. (Hozzáférés: 2018. január 24.)